# Beta Bootis
Pour les articles homonymes, voir Nekkar.
Désignations
Beta Bootis (β Boo / β Bootis, Bêta Bootis), également appelée Nekkar, est une étoile variable de la constellation du Bouvier. D'après la mesure de sa parallaxe annuelle par le satellite Hipparcos, l'étoile est située à environ ∼ 225 a.l. (∼ 69 pc) de la Terre.
Beta Bootis est une géante jaune de type G avec une magnitude apparente de 3,5.
Son nom traditionnel Nekkar vient de l'arabe Al-Baqqar, signifiant « bouvier ». Elle est également appelée Merez. Nekkar est le nom officialisé par l'Union astronomique internationale le 21 août 2016.